# Angelfallen
Angelfallen eller Kerepakupai Merú (spanska Salto del Ángel) i Rio Caroni i La Gran Sabana i Venezuela är världens högsta vattenfall. Vattenfallet har sitt ursprung på platåberget Auyantepui och har en totalhöjd på 979 meter.
Totalhöjden 979 meter består till största delen av ett fritt fall på 876 meter, men inkluderar också flacka kaskader och strömmar nedanför det fria fallet och därefter ytterligare ett fritt fall på 30 meter. Att räkna in detta i totalhöjden är enligt kritiker att tänja på gränserna för hur man mäter ett vattenfalls höjd. Det fria fallet på 876 meter är dock utan tvekan det högsta enskilda fria fallet i världen. Fallet är så högt att mycket av vattnet avdunstar eller blåser bort i vinden innan det hinner nå marken.

## Namn
Angelfallen är uppkallade efter den amerikanske flygaren Jimmie Angel, som 1937 nödlandade i närheten.
Angel såg vattenfallet första gången 1933, då han flög över Venezuela i sökandet efter en flod som enligt hörsägen skulle vara full med guld. Han återvände 1937 tillsammans med sin fru och två andra personer. Han nödlandade med sitt monoplan i träskmarkerna ovanför fallet, och Angel och hans sällskap nådde civiliserade trakter efter en elva dagars strapatsfylld vandring. Flygplanet drogs loss 1970 och finns nu till beskådande på ett flygmuseum i Maracay, Venezuela. Jimmie Angel omkom 1956 i en flygolycka i Panama. I enlighet med sin önskan blev han kremerad och fick sin aska spridd över Angelfallen.
Venezuelas president Hugo Chávez meddelade i ett tv-sänt tal den 20 december 2009 att fallen officiellt ska heta Kerepakupai Merú i enlighet med urbefolkningens beteckning. Chavez förklarade några dagar senare att det inte skulle bli något officiellt namnbyte, utan att han endast förordade Kerepakupai Merú.